# Баб (суфизм)
Баб (араб. باب‎, «врата» (к знанию), также, возможно, произошло от «баба́», примерного эквивалента расширенного значения слова «отец» в русском — более старший и мудрый мужчина) — в суфизме, почётное звание проповедников ислама у средневековых народов Востока.

## В Казахстане
Среди населения южных регионов бабы имели большое влияние и авторитет. В IX—X вв. бабы выходят из среды местных племён — кыпчаков, канлы, карлуков, огузов — сельджуков и из династии Караханидов. Признанным бабом был Арыстан-Баб — наставник Ходжи Ахмета Яссауи. Казахского суфия Ыскак-баба народ прозвал Баб-ата. По мнению академика А. Х. Маргулана, именем Баб-ата народ прозывал Баба Тукти Шашты Азиза. Ученики Ходжа Ахмета Яссауи, получившие звание бабов, активно проповедовали ислам, арабскую письменность, строили медресе. Такие учебные заведения открылись в Сауране, Сыганаке, Отраре, Сайраме, Шымкенте, Сузаке.